# Nicanor Letelier Cruz
Nicanor Letelier de la Cruz; político y arquitecto chileno. Nació en Chillán, el 17 de noviembre de 1817. Falleció en Santiago, el 14 de julio de 1899. Hijo adoptivo de la vasta familia de 19 hijos de don Bernardo Letelier Salamanca y doña Matea de la Cruz Donoso. Se casó en 1841 con Crescencia Silva Sepúlveda.
Cursó estudios humanísticos en Chillán, para luego trasladarse a Santiago, donde estudió en el Instituto Nacional y en la Universidad de Chile, de donde obtuvo en 1849 el título de arquitecto.
Participó de diversas obras arquitectónicas para la Intendencia de Santiago, en un vasto plan de renovación urbana. Luego, en 1850 fue miembro del plantel administrativo del Ministerio de Industria y Obras Públicas del gabinete de Manuel Bulnes.
Durante la elección de Manuel Montt ingresó al Partido Conservador apoyando su candidatura. En 1852 fue elegido Diputado por Itata y en 1855 por Bulnes. En estos períodos estuvo integrando la Comisión permanente de Hacienda e Industrias.
Tras el altercado del gobierno con la iglesia por la “Cuestión del Sacristán”, Montt formó el Partido Nacional con su ministro Antonio Varas, colectividad a la que marchó Letelier, siendo elegido en 1858 Diputado por el Partido Nacional a la diputación de Constitución, integrando la Comisión permanente de Negocios Eclesiásticos.
Posteriormente se alejó de la vida política, para dedicarse nuevamente a su profesión. Retornó a labores públicas, cuando el presidente José Manuel Balmaceda contrató sus servicios de Obras Públicas para una serie de obras de vialidad iniciadas por su gobierno (1887-1889).